# Diadromus peterseni
Diadromus peterseni är en stekelart som först beskrevs av Heinrich Habermehl 1923.
Diadromus peterseni ingår i släktet Diadromus och familjen brokparasitsteklar. Arten är reproducerande i Sverige. Inga underarter finns listade i Catalogue of Life.